# بطولة العالم للتايكوندو 2023
بطولة العالم للتايكوندو لعام 2023 (بالإنجليزية: 2023 World Taekwondo Championships) هي النسخة السادسة والعشرون من بطولة العالم للتايكوندو وهي مسابقة رياضية دولية في لعبة التايكوندو. وأقيمت في الفترة الواقعة بين 29 مايو و6 يونيو من عام 2023 في باكو عاصمة أذربيجان.

## وصلات داخلية
- ألعاب أولمبية صيفية 2008